# Château de la Grange Fort
 (août 2024).
Le château de la Grange Fort, ou Grangefort, est un château datant du XVe siècle situé au lieu-dit « La Grange Fort » sur la commune Les Pradeaux, près de la ville d'Issoire.

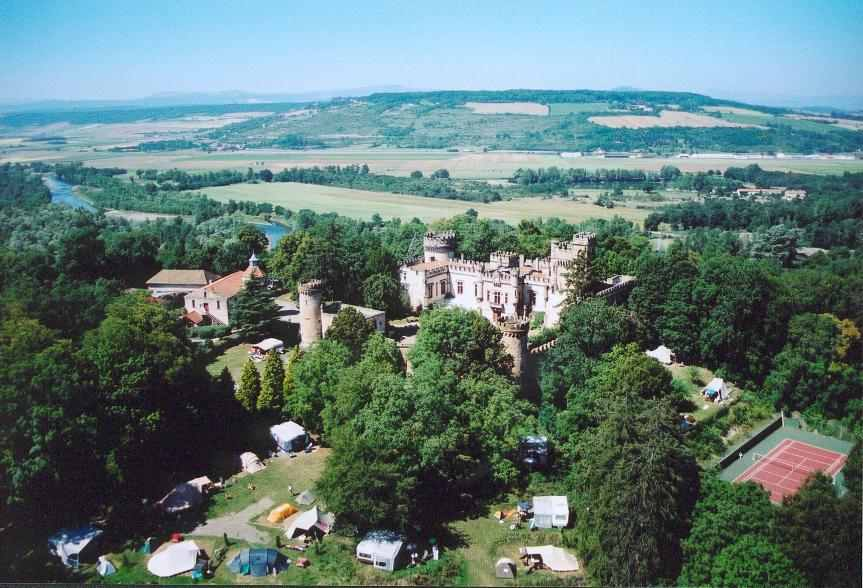
Vue aérienne du château de la Grange Fort.

## Le château

### Histoire du château
Depuis les temps féodaux, l'Auvergne compte une infinité de fiefs, notamment la Grange Fort. Le premier propriétaire du château a été le comte d'Ambillon. Ses granges conservaient les dîmes de la châtellenie de Nonette. Vers 1445, Hugues de Pons devint seigneur du château. La Grange Fort était un fief avec les droits de haute et basse justice, de chasse et de pêche sur la rivière de l'Allier.
En 1592, Gilbert de Pons, seigneur de La Grangefort, fut chargé de défendre Nonette et Usson, vainement assiégés par les Ligueurs car il se défendit vigoureusement. De dépit, les Ligueurs allèrent brûler son château. Il fut reconstruit peu de temps après, au début du règne de Henri IV. À la Révolution, la Grange Fort eut un sort commun à la plupart des édifices du même genre, c'est-à-dire qu'il fut d'abord partiellement démoli, puis vendu eux enchères comme bien national. Une fois mis aux enchères, Michel-Denis de Pons, qui était alors marquis de Pons, put racheter le château.
Au XIXe siècle, Antoine-Arthur de Pons vendit la Grange Fort à Marie-Victor de Matharel,  trésorier général (depuis 1872) du Puy-de-Dôme. Pour cause, Antoine-Arthur de Pons n'avait pas d'héritier. Les Matharel sont une ancienne famille patricienne d'Italie (di Matharelli). Victor de Matharel (1819-1885) a restauré et embelli le château d'après les plans de Viollet-le-Duc. Quelques années après, les travaux furent finis pour donner l'apparence solennelle et magnifique que l'on connaît encore aujourd'hui au château. Le fils de Victor était héritier mais mourut sans postérité. Jean de Matharel et son épouse née Victoire de Montgolfier ont donné aux Saint Genys le château dont la quatrième fille Claude a épousé le marquis de Lastic. le marquis et la marquise de Lastic ont donné la Grange Fort à des moines et le château fut vendu par les moines à un notaire nommé Me Colombier. Le domaine agricole a été exploité, après la Première Guerre mondiale, par Xavier  de la Poype (1889-1940) époux de Victoire de Saint Genys, (sœur de Claude) parents de Roland de La Poype. C'est enfin en 1985 que la famille Van Bronkhorst rachète les lieux.

### Relation du château avec ses environs
La Grange Fort, Nonette et Usson formaient un triangle de défense. 
On peut apercevoir à Usson, les ruines du célèbre château où la reine Margot (Marguerite de Valois) passa vingt ans en exil. Après avoir séduit son geôlier, elle fit aménager le château et eut beaucoup d'aventures galantes. 

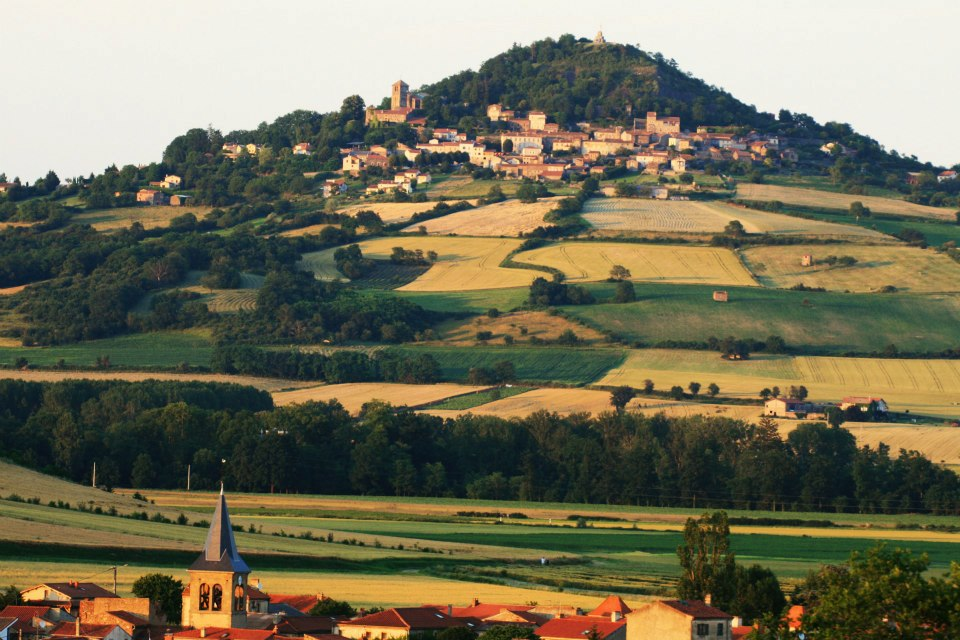
Vue d'Usson avec les ruines du château.

À Nonette se trouvent les vestiges d'un ancien et somptueux château, construit de 1373 à 1383 puis détruit en 1633 par la politique et les ordres de Richelieu.
Le château de Parentignat fut construit aux XVIIe siècle. Il est situé près de la Grangefort. Sa construction est de style Louis XIV. C'est d'ailleurs pour cette raison qu'il est communément surnommé le Petit Versailles d'Auvergne.

### Chapelle romane de la Grange Fort
Le château de la Grange Fort possède une chapelle. Elle a été arrangée par les Matharel, raison pour laquelle on retrouve une influence très italienne, comme cela est aussi le cas dans le château en lui-même. Ces influences italiennes dont les peintures au plafond et aux murs sont caractéristiques, sont mêlées au style roman que l'on peut reconnaître aux soubassements en bois et en forme de "pli de serviette", présents dans d'autres églises de la région. Le vitrail du mur droit de la chapelle représente Victor de Matharel et Lucia, son épouse. Victor tient un poignard et une lance tandis que Lucia tient une épée, probablement symbole de la défense de leur château et de leurs terres. Au-dessus d'eux se trouvent les armoiries de la famille di Matharelli auxquelles on peut distinguer en arrière-plan la croix de l'ordre de Malte, signifiant donc que la famille le servait. Tous les membres de la famille ayant servi cet ordre sont d'ailleurs représentés un par un sur les murs de l'escalier principal du château.

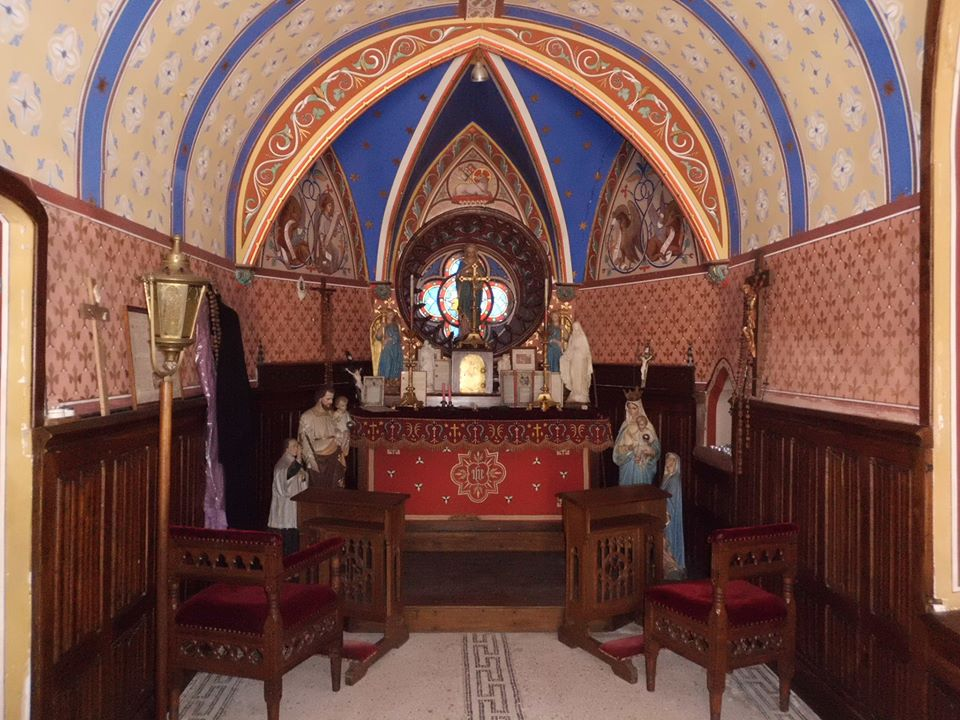
Chapelle romane de la Grange Fort

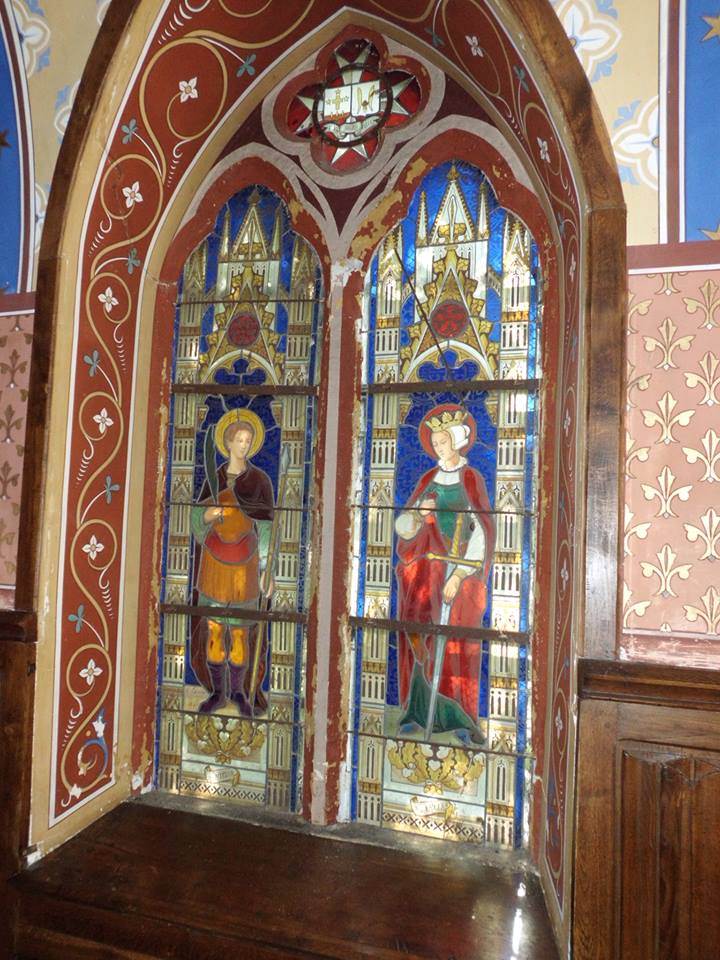
Vitrail représentant Victor et Lucia de Matharel comme appartenant à l'ordre de Malte et régnant en maîtres sur leur domaine.

### À travers le temps...
Depuis l'acquisition du château par Hugues de Pons jusqu'à aujourd'hui, le château et ses alentours ont globalement conservé le même aspect. Mais il convient tout de même d'observer certains changements apparus entretemps.
Aile est du château:

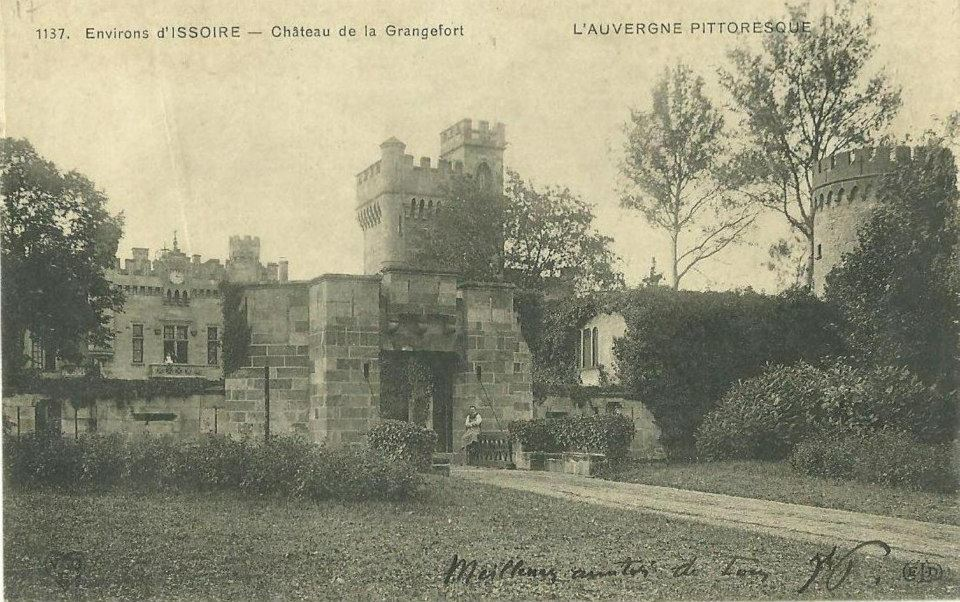
Aile est du château de la Grange Fort aux débuts du XXe siècle.

Sur la photo de gauche, on peut apercevoir le chemin d'accès principal à la cour intérieure du château prolongé par le pont-levis dont la course se finit sous le porche, et dont le tracé est nettement visible, et non bordé de végétation. Comme on peut le voir sur photo de droite, l'ancien accès principal est condamné et un canon repose sur le pont en guise de décoration. Si l'ancienne allée n'est plus tout à fait visible aujourd'hui, elle n'en reste pas moins matérialisée par des arbres plantés le long de l'ancien tracé, dans un but de mémoire certes, mais de surcroît dans un but pratique : celui de donner de l'ombre aux emplacements de ce qui correspond à l'actuel "champ B".    
Aile ouest du château:  

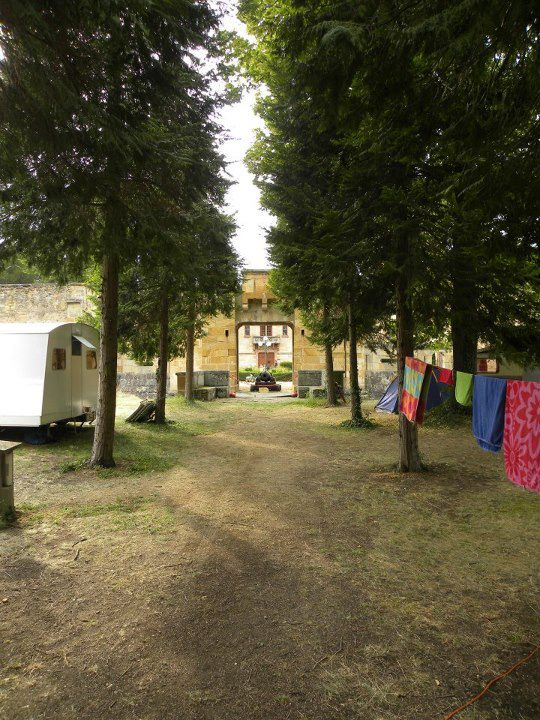
Aile est du château de la Grange Fort aujourd'hui.

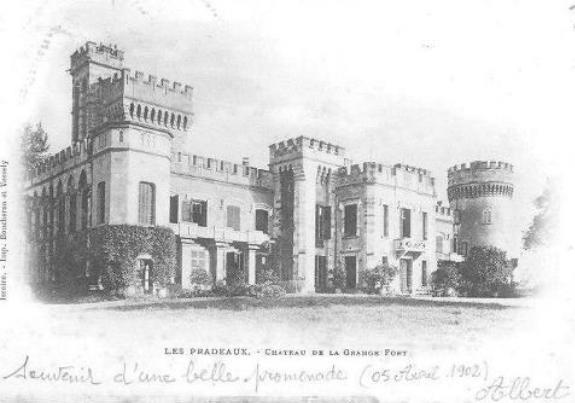
Aile ouest du château en 1902

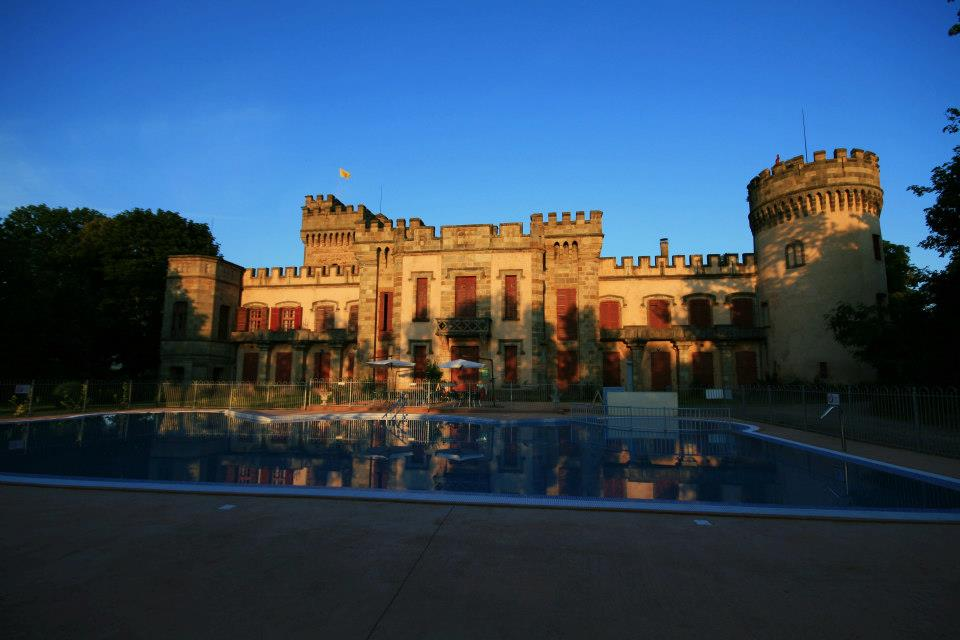
Aile ouest en 2010

Au début du XXe siècle, l'aile ouest du château ne comportait pas à proprement parler de terrasse et ne servait pas en tant que tel, mais était une allée longeant le mur et prolongée et débordant un petit peu en largeur. Depuis sa reconversion en château-camping, l'aile ouest est bordée par une terrasse ainsi qu'une piscine. La végétation que l'on pouvait autrefois distinguer sur les parois n'est aujourd'hui plus d'actualité, et l'arbre qui se tenait avant à l'endroit même de la terrasse n'existe plus.  
Aile nord du château:
Sur la photo de gauche, l'escalier partant de la serre et menant au château est volontairement bordé de végétation et clairement dégagé. À l'heure actuelle, la nature et la végétation anciennement plantée ont pris le dessus sur cet escalier ainsi que sur les bassins ornant chacun des deux paliers (qui ne sont pas visibles sur ces images).

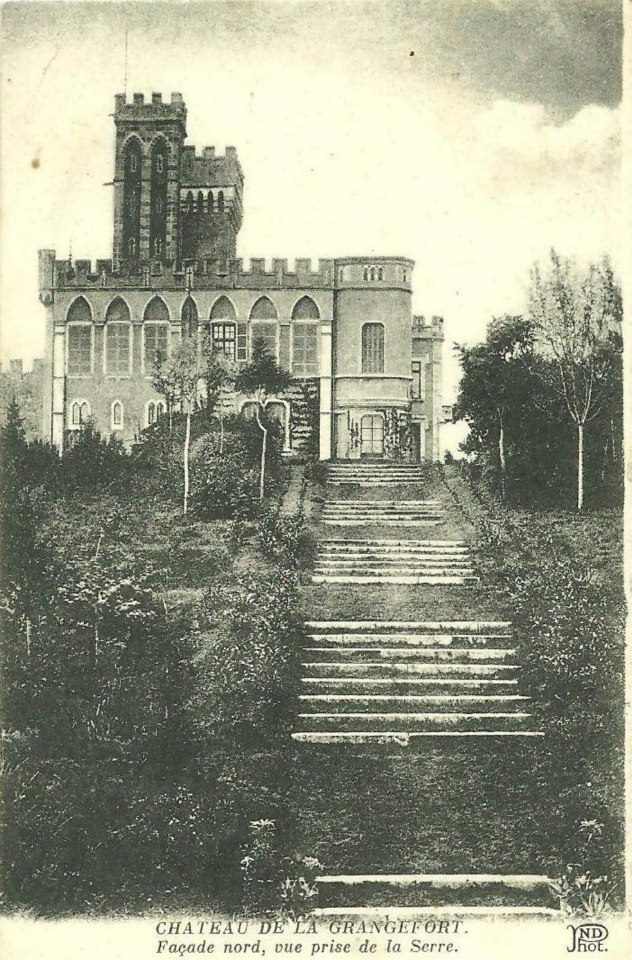
Façade nord au début du XXe siècle

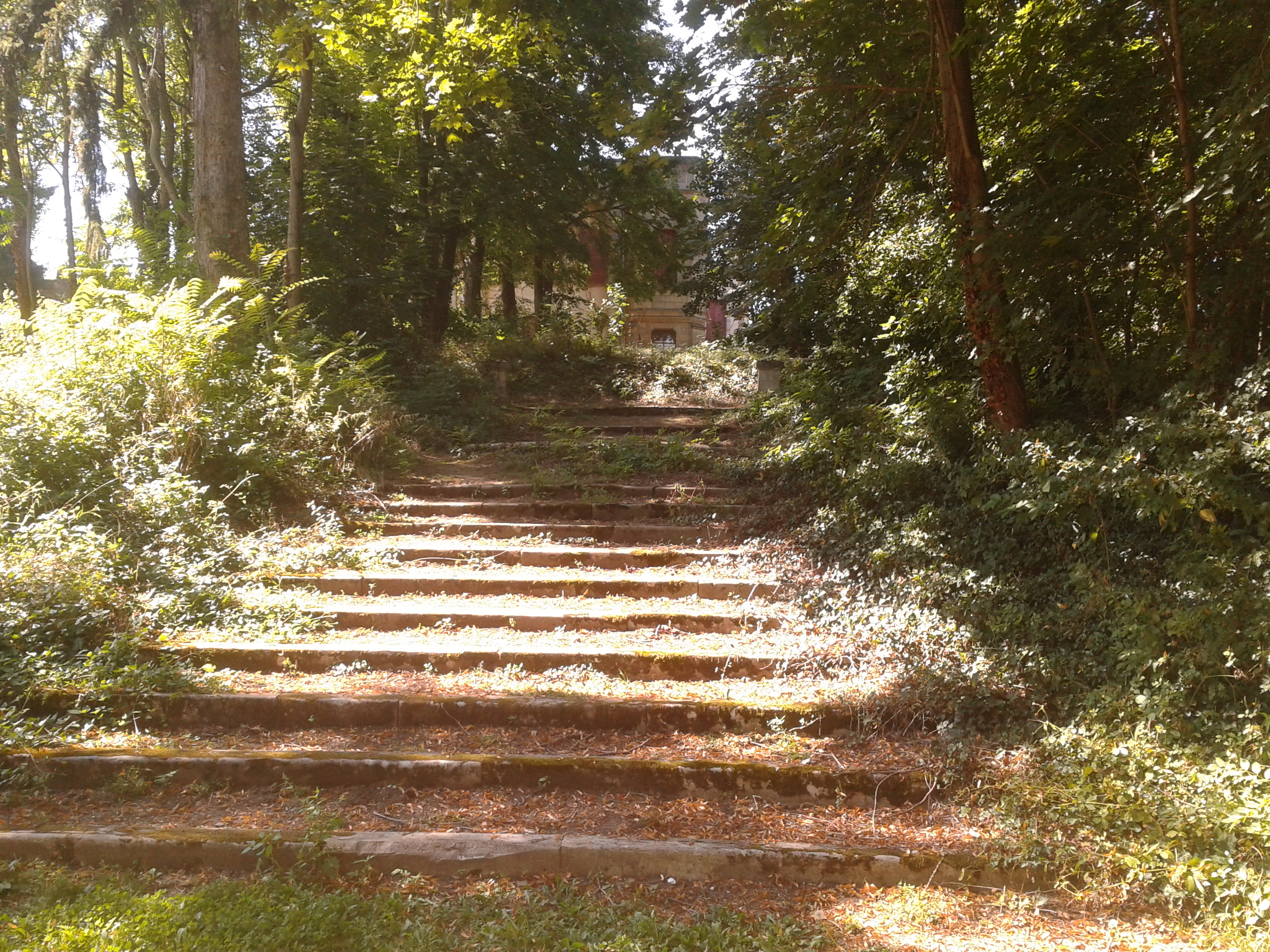
Façade nord en 2013

### Personnalité historique liée au château:Roland de la Poype
Héros de Seconde Guerre mondiale avec l'escadron Normandie-Niémen, Roland de la Poype est né au château de la Grange Fort le 28 juillet 1920 et y passa son enfance. Il est mis en pension chez le curé des Pradeaux de dix à douze ans puis devient pensionnaire au lycée Montesquieu du Mans mais son comportement trop turbulent lui vaut de se faire renvoyer. Après s'être battu pour obtenir l'accord de son père, il peut passer son brevet de pilote en mai 1939 et s'engage ensuite dans l'armée de l'air le 5 décembre 1939. 